# Potrerillos, Jalisco
Potrerillos är en ort i Mexiko.   Den ligger i kommunen Arandas och delstaten Jalisco, i den centrala delen av landet, 400 km väster om huvudstaden Mexico City. Potrerillos ligger 1 942 meter över havet och antalet invånare är 123.
Terrängen runt Potrerillos är platt åt nordväst, men åt sydost är den kuperad. Runt Potrerillos är det ganska tätbefolkat, med 90 invånare per kvadratkilometer. Närmaste större samhälle är Arandas, 11,0 km nordost om Potrerillos. I omgivningarna runt Potrerillos växer huvudsakligen savannskog.